# Italian Carnaval 3
Italian Carnaval 3 è un album dei Tukano, pubblicato nel 1986 da Duck Record in LP e musicassetta e distribuito dalla Dischi Ricordi Spa.

## L'album
Italian Carnaval 3 è il primo album, in ordine di tempo, interpretato dai Tukano, anche se si tratta dal terzo volume della serie Italian Carnaval, in quanto era da considerarsi l'ideale prosecuzione dell'Italian Carnaval dei Chikano e dell'Italian Carnaval 2 - Sanremo Dance interpretato dagli Italian Disco Dance.
Come per Italian Carnaval 1 il filo conduttore musicale del disco è un ipotetico giro d'Italia in musica attraverso le canzoni dialettali regionali, non cantate per intero e tutte unite tra loro in medley in chiave italo dance.
Il disco viene promosso da un lungo videoclip, della durata di circa quindici minuti. Parte delle riprese sono state effettuate al Parco "Minitalia" di Capriate San Gervasio, in provincia di Bergamo.
Dal 1988 l'album inizierà ad essere pubblicato anche in formato compact disc. Attualmente l'album è in vendita in formato digitale.

## Tracce
Lato A
1. Italian Carnaval – 18:09 (Riccardo Zara)

Durata totale: 18:09
Lato B
1. Italian Carnaval – 18:25 (Riccardo Zara)

Durata totale: 18:25

## Crediti
- Voci soliste e corali: Tukano
- Voci corali: I Cavalieri del Re
- Produzione: Bruno Barbone
- Arrangiamenti: Riccardo Zara